# كالينيشت
كالينيشت هي بلدية تقع في إقليم أرجيش في رومانيا.

## السكان
حسب إحصائيات 2002 بلغ عدد سكان القرية 10,527 نسمة.

## أعلام
- ايون فلادوى